# Mário Tito
Mário Tito (ur. 6 listopada 1941 w Bom Jardim, zm. 9 marca 1994 w Rio de Janeiro) – piłkarz brazylijski, występujący na pozycji środkowego obrońcy.

## Kariera klubowa
Karierę piłkarską Mário Tito rozpoczął w Bangu AC w 1959 roku. Z Bangu zdobył mistrzostwo stanu Rio de Janeiro – Campeonato Carioca w 1966 roku. W barwach Bangu rozegrał 194 mecze i strzelił 2 bramki. W latach 1969–1971 występował we Cruzeiro EC. Z Cruzeiro zdobył mistrzostwo stanu Minas Gerais – Campeonato Mineiro w 1969 roku. Karierę zakończył w 1975 roku w Olarii Rio de Janeiro.

## Kariera reprezentacyjna
W reprezentacji Brazylii Mário Tito zadebiutował 24 marca 1963 w przegranym 0-3 meczu z reprezentacją Argentyny podczas Copa América 1963, na której Brazylia zajęła czwarte miejsce. Był to jego jedyny występ w reprezentacji.